# Jackson (Ohio)
Jackson is een plaats (city) in de Amerikaanse staat Ohio, en valt bestuurlijk gezien onder Jackson County.

## Demografie
Bij de volkstelling in 2000 werd het aantal inwoners vastgesteld op 6184.
In 2006 is het aantal inwoners door het United States Census Bureau geschat op 6232, een stijging van 48 (0.8%).

## Geografie
Volgens het United States Census Bureau beslaat de plaats een oppervlakte van
20,1 km², waarvan 19,5 km² land en 0,6 km² water. Jackson ligt op ongeveer 423 m boven zeeniveau.

## Plaatsen in de nabije omgeving
De onderstaande figuur toont nabijgelegen plaatsen in een straal van 20 km rond Jackson.